# سفيند جنسن
سفيند جنسن (بالدنماركية: Svend Aage Julius Jensen)‏ (6 أكتوبر 1905 بكوبنهاغن في الدنمارك - 25 أبريل 1979) هو مدرب كرة قدم ولاعب كرة قدم دانمركي في مركز حراسة المرمى. شارك مع منتخب الدنمارك لكرة القدم. أما مع النوادي، فقد لعب مع Boldklubben af 1893 ‏.

## وصلات خارجية
- سفيند جنسن على موقع قاعدة بيانات كرة القدم.إي يو (الإنجليزية)
- سفيند جنسن على موقع ناشيونال فوتبول تيمز (الإنجليزية)
- سفيند جنسن على موقع عالم كرة القدم.نت (الإنجليزية)